# Moc kwasu
Moc kwasu – termin określający zdolność kwasu do dysocjacji na jon wodorowy H+ i anion reszty kwasowej. Miarą tej mocy jest zazwyczaj ujemny logarytm dziesiętny ze stałej dysocjacji kwasu (Ka) w danych warunkach, oznaczany skrótem pKa.
pKa = –log[Ka]
gdzie Ka to stała dysocjacji kwasu.
Im pKa jest mniejsze, tym moc kwasu jest większa.
Np. dla kwasu solnego w wodzie
HCl + H2O ⇌ H3O+ + Cl−
{\displaystyle K_{a}={\frac {[H_{3}O^{+}]\cdot [Cl^{-}]}{[HCl]}}\simeq 10^{7}}
a zatem pKa kwasu solnego w wodzie wynosi −7.
Jednakże miary pKa kwasu nie można stosować jako miary mocy bardzo stężonych i (przede wszystkim) bezwodnych kwasów, gdyż w takich warunkach ta wielkość przestaje oddawać realną moc kwasu (np. gdy jest więcej kwasu niż wody) lub traci sens (gdy nie ma w ogóle wody). W odniesieniu do mocnych kwasów, miary pKa można stosować jedynie do rozcieńczonych roztworów, natomiast do roztworów stężonych stosuje się najczęściej funkcję kwasowości Hammetta. Pozwala ona stwierdzić, że stężony kwas siarkowy jest mocniejszy od kwasów solnego i azotowego, mimo że pKa w roztworze rozcieńczonym przedstawia sytuację odwrotną.
Moc kwasów w tych samych warunkach zewnętrznych zależy od ich struktury chemicznej. W przypadku prostych tlenowych kwasów nieorganicznych moc kwasu wzrasta wraz ze wzrostem elektroujemności centralnego atomu w reszcie kwasowej, natomiast dla kwasów beztlenowych zależność ta jest odwrotna. Moc kwasów karboksylowych wzrasta wraz z elektroujemnością grupy przyłączonej do reszty karboksylowej.
| Nazwa kwasu                           | pKa       |
| Kwas jodowodorowy: (HI)               | –10       |
| Kwas solny: (HCl)                     | –7        |
| Kwas azotowy (rozcieńczony): (HNO3)   | –3,33     |
| Kwas siarkowy (rozcieńczony): (H2SO4) | –3 (x)    |
| Kwas fosforowy: (H3PO4)               | +2,12 (x) |

(x)pierwsza stała dysocjacji, pKa1
W przypadku kwasów siarkowego i azotowego miara pKa przedstawia jedynie ich moc w roztworach rozcieńczonych – moc tych kwasów stężonych i bezwodnych wyraża funkcja kwasowości Hammetta, która mówi, że są one mocniejsze m.in. od kwasu solnego, ponieważ występują w znacznie większych stężeniach.
Kwasy wieloprotonowe (zawierające więcej niż jeden atom wodoru w cząsteczce) posiadają zwykle więcej wartości pKa odpowiadające odrywaniu się kolejnych protonów (jonów wodorowych H+) w trakcie dysocjacji. Zazwyczaj pKa pierwszego etapu dysocjacji jest znacznie mniejsze od pozostałych, a zatem można powiedzieć, że pierwszy odrywający się kation wodoru jest „bardziej kwaśny” od pozostałych. Np. dla kwasu fosforowego (H3PO4), pKa1 = 2,12, pKa2 = 7,21, pKa3 = 12,67, odpowiadające równowagom:
H3PO4 + H2O ⇌ H
2PO−
4 + H
3O+
    K1=1,1×10−2
H
2PO−
4 + H2O ⇌ HPO2−4 + H
3O+
    K2=1,2×10−7
HPO2−
4 + H2O ⇌ PO3−4 + H
3O+
      K3=1,8×10−12
Wartość pKa odpowiada wartości pH, dla której stężenie pozostających w równowadze cząsteczek kwasu na kolejnych stopniach dysocjacji jest takie samo, np.:

Wykres dysocjacji kwasu fosforowego

Moc kwasu określa m.in. zdolność do wypierania reszty kwasowej z soli w roztworach, a dokładnie decyduje o tym, w którą stronę jest przesunięta równowaga reakcji kwasu z daną solą. Kwas o większej mocy w reakcji z daną solą wypiera spontanicznie resztę kwasową pochodzącą ze słabszego kwasu, w wyniku czego powstaje słabszy kwas i sól mocnego kwasu. Reakcje w drugą stronę – tj. słabszego kwasu z solą mocniejszego kwasu też mogą zachodzić, ale ich równowaga jest silnie przesunięta w stronę substratów.

## Mocne kwasy
Do mocnych kwasów zalicza się m.in. HCl, HBr, HI, H2SO4, HClO4, HNO3 oraz inne kwasy o wysokich wartościach stałej dysocjacji.
Kwasy o mocy większej od kwasu siarkowego noszą nazwę superkwasów.